# Defensa Sindical Internacional
El Defensa Sindical Internacional (DSI) era una organización legal de defensa de los Estados Unidos de América, encabezada por William Patterson. Era una sección en los Estados Unidos del Socorro Rojo Internacional, asociada al Partido Comunista de Estados Unidos. Defendió a Sacco y Vanzetti, estuvo activa en los movimientos por los derechos civiles y antilinchamiento y participó en la defensa de los Scottsboro Boys. Fue formada en 1925, y en 1946 se fusionó con la Federación Nacional para las Libertades Constitucionales para formar el Congreso por los Derechos Civiles.
Max Shachtman fue editor de la revista del DSI, el Labor Defender, durante la década de 1920. Whittaker Chambers y Jacob Burck contribuyeron como editores en la década de 1930.